# Номмерн (комуна)
Номмерн (люксемб. Noumer, фр. Nommern, нім. Nommern) — комуна Люксембургу. Входить до складу кантону Мерш в окрузі Люксембург.

## Географія
Площа території комуни становить 22,44 км² (42-е місце за цим показником серед 116 комун Люксембургу).
Висота найвищої точки комуни над рівнем моря становить 417 метрів (46-е місце за цим показником серед комун країни), найнижчої — 296 метрів (102-е місце).

## Демографія
Станом на 2011 рік на території комуни мешкало 1 144 ос.
Динаміка чисельності населення:

## Адміністративний поділ
До складу комуни входять такі поселення:
| Поселення              | Населення за даними переписів: | Населення за даними переписів: | Населення за даними переписів: |
| Поселення              | на 31.03.1981                  | на 01.03.1991                  | на 15.02.2001                  |
| ---------------------- | ------------------------------ | ------------------------------ | ------------------------------ |
| Крухтен                | 292                            | 338                            | 389                            |
| Номмерн                | 217                            | 252                            | 262                            |
| Оберглабах/Нідерглабах | 37                             | 40                             | 30                             |
| Шрондвайлер            | 117                            | 154                            | 273                            |